# Киевская улица (Самара)
Ки́евская у́лица — улица, по которой проходит граница Железнодорожного и Ленинского районов города Самара.
Улица пересекается с улицей Тухачевского, проспектом Карла Маркса, Чернореченской и Пролетарской улицами и заканчивается Московским шоссе.

## Этимология годонима
Была переименована в честь города Киева - столицы Украины в 1934 г. Ранее называлась Семейкинской

## Транспорт
- По улице проходят три трамвайных маршрута — 3, 15, 18
- Автобусные маршруты — 24, 34, 41

## Здания
- № 1 - рынок «Караван». Расположен в реконструированном здании бывшего корпуса подшипникового завода[1]
- № 5 — Самараметрострой
- № 10 — ЗАГС Железнодорожного района города Самара
- № 10 — Центр детского творчества Железнодорожного района
- Разнообразные магазины, офисные здания, парикмахерская, аптека, и др.